# Afsnit af Alletiders Nisse
Alletiders Nisse er en dansk julekalender fra 1995, som er skabt og instrueret af Martin Miehe-Renard. Julekalenderen blev vist for første gang på TV 2 i 1995 og løb i 25 afsnit fra 30. november til og med 24. december og er siden blevet genudsendt på samme kanal i 2006, 2017 og 2021, hvor det kun var i 1995 og 2021 at "Afsnit 0 - Husker du?" blev sendt. Julekalenderen er en selvstændig fortsættelse til julekalenderen Alletiders jul (1994) og er nummer to i Pyrus-franchisen og er blev siden efterfulgt af Alletiders julemand (1997) og Pyrus i Alletiders Eventyr (2000).
Med i julekalenderen optræder sange, som blev skrevet til og også optrådte i den forgangne julekalender Alletiders jul, og disse sange betegnes med **.
| Afsnit | Navn                           | Resume | Sange der indgår i afsnittet                                    | Længde     |
| ------ | ------------------------------ | --- | --------------------------------------------------------------- | ---------- |
| 0      | "Husker du?"                   | Gyldengrød tæller ned til at Pyrus vender hjem fra nisseversitet, og han fordriver tiden med at genlæse et brev som Pyrus har sendt til ham. I brevet fortæller Pyrus om den dag, de fik at vide at Gyldengrød var blevet adlet til nisse af fornem rang for sin lange tro tjeneste i nissernes sag. Med sin nye rang, må Gyldengrød ikke længere bruge sit gamle navn, og han er først vemodig, da han tror, at hans nye navn er Gyldebrød. Pyrus læser dog brevet efter og ser at hans nye navn faktisk er von Gyldengrød, hvilket Gyldengrød er ovenud tilfreds med. Bertramsen går samtidig og venter på at Josefine kommer tilbage fra sin ferie, og han finder tilfældigvis hendes dagbog liggende ude i arkivet. Selvom der er lås på den, fristes han og åbner den og giver sig til at læse i den. Han genkalder sig Josefines første dage på Rigsarkivet. Gyldengrød læser videre i Pyrus' brev og bliver husket på pigen Freja, som viste sig at være Julens Ånd eller Xenobia, som blev Pyrus' kæreste. Gyldengrød huskes dog også på den dag, hvor Freja slog op med Pyrus, fordi hun ikke mente at nisser og ånder kunne være kærester, og Gyldengrød forsøgte efterfølgende at trøste Pyrus. Bertramsen læser videre i Josefines dagbog og når frem til den 21. september, hvor hun skulle til en plastiskkirurg. Bertramsen blev dog noget forvirret, da "Josefine" (Vibeke Hastrup) kommer tilbage og han slet ikke kan kende hende, og han tror, at hun har fået ændret hele sit ansigt. Da den rigtige Josefine kort efter kommer tilbage, viser det sig at det "den anden Josefine" var Josefine oppe fra læsesalen, som var meget forvirret og fornærmet over Bertramsens opførsel. Gyldengrød savner Pyrus rigtig meget og glæder sig til at han kommer hjem den næste dag. Josefine finder Bertramsen siddende og læse i hendes dagbog, men hun tilgiver ham. | "Kartoteket"** - "Læs og lær"** "Jeg elsker dig"** "Cool jul"** | 36:08      |
| 1      | "Opgaven"                      | Det er 1. december på Rigsarkivet, og Gyldengrød ser frem til at Pyrus vender hjem fra Nisseversitet. Imens han rydder op, tryller han Frederik 7. (Max Hansen Jr.) frem, som hjælper ham. Bertramsen og Josefine drikker morgenkaffe, mens de gennemgår posten, hvor Josefine får brev fra ministeriet om at hun er fyret fra sit job som sekretær, da Rigsarkivet skal digitaliseres med hjælp fra en nyansat EDB-ekspert. Kort efter dukker eksperten ved navn Uffe Spage Andersen, op, som gør et yderst dårligt indtryk på Bertramsen og Josefine. Pyrus møder nu Gyldengrød og Frederik 7. i nisseboet, men det er en helt anden Pyrus end tidligere: han er blevet snobbet, vil ikke spise risengrød og slik, og han fortæller at han ser frem til at læse alle bøger i arkivet. Gyldengrød er meget forvirret. I et forsøg på at redde Rigsarkivet finder Bertramsen og Josefine på at gøre noget som computere ikke kan: at bevise at nisser eksisterer. Pyrus overhører dette, og han vender tilbage til Gyldengrød som sit gamle jeg, og fortæller at han bare drillede Gyldengrød. Gyldengrød er lettet, og spørger ind til Pyrus' obligatoriske årsopgave fra Nisseversitet, og Pyrus fortæller modstræbende at hans opgave er at finde ud af, hvad en nisse er. | "Kartoteket"** - "Jeg er mig"                                   | 33:39 min. |
| 2      | "Kandida"                      | Hele Rigsarkivet vækkes af en højlydt larm, da håndværkere er ved at gøre klar til at Rigsarkivet skal digitaliseres. Josefine hiver stikkontakten til maskinerne ud, så larmen stopper, og kort efter kommer Uffe og beder Bertramsen om en komplet inventarliste over arkivet, mens Josefine skal rydde sit skrivebord. I mens opfordrer Gyldengrød Pyrus til at tænke over sin årsopgave, og han går med til Pyrus forsøger at trylle Christian 4. frem, som måske kan hjælpe dem. Pyrus fremsiger trylleremsen, men i stedet for kongen, står der pludselig en nissepige. Nissepigen præsenterer sig som Kandida, og fortæller at hun er 'Pyrusanders' klassekammerat og at hun og Pyrus har fået samme årsopgave, og derfor skal lave opgaven i fællesskab. De tre går en tur i arkivet for at finde materialer, hvor Bertramsen og Josefine også er. Bertramsen får tilfældigvis øje på Kandida, men nisserne når at smutte inden Bertramsen får set sig om. Kandida fortæller at hun har fået besked fra Nisseversitet at hun kunne bo hos Gyldengrød og Pyrus, mens de laver opgaven, så Pyrus går ud og henter en af Bertramsens hjemmefutter, som hun kan sove i. | "Hjem kære hjem" - "Julen er noget som"**                       | 26:16 min. |
| 3      | "Biblioteket"                  | Gyldengrød og Pyrus vågner op til en mærkelig müsligrød, som den morgenfriske Kandida har lavet. Efter at Kandida igen kalder 'Pyrusander', hvilket han slet ikke kan lide, forsøger Pyrus at finde på et kælenavn til hende, og hendes nye navn bliver Kandis. Gyldengrød laver efterfølgende en litteraturseddel til Pyrus og Kandis som de skal bruge til deres opgave, og de sendes hen til Det Kongelige Bibliotek for at hente bøgerne. Bertramsen står op til at Uffe har fået opstillet et stort glasbur, hvor hans computer skal stå. Han laver ligeledes en litteraturseddel til Josefine, som også går hen på biblioteket. Pyrus og Kandis får hentet kartotekskort, der fortæller, hvor bøgerne står, til stor forvirring til Josefine, der derfor ikke kan finde dem. De finder efterfølgende frem til bøgerne, og netop som Pyrus indser at de skal slæbe bøgerne den lange vej tilbage til nisseboet, kommer Josefine tilbage, og bliver nu igen forvirret, da hun ikke kan finde bøgerne heller. Pyrus foreslår at de stiller bøgerne tilbage og så kan Josefine bringe dem til Rigsarkivet, hvilket Kandis synes er en god idé. | "Jul i Gamle Dage"** -"Rationalisering"                         | 25:27 min. |
| 4      | "Skabelsen"                    | Pyrus er øm efter gårsdagens kravlen i det Kongelige Bibliotek, og at Kandis igen har serveret müsli-grød til morgenmad huer ham ikke. Han går ud på jagt efter rigtig risengrød, og finder noget hos Bertramsen og Josefine og låner lidt. I et forsøg på at skjule deres hemmelige foretagende for Uffe, skynder de sig at gemme alle bøgerne om nisserne ude i arkivet. Uffe får hjælp af Bertramsen til at male sit nye kontor, mens Josefine går i gang med den første historie om nisserne i Vilhelm Bergsøes bog fra 1889, Nissen. Pyrus, Kandis og Gyldengrød rejser ind i bogen, og oplever bogens fortælling, mens den sker. Bogens fortæller om tiden efter at Adam og Eva blev fordrevet fra Paradisets Have af Gud, og nu lever med deres mange børn. Nisserne møder drengen, Pyrus (Simon Stenspil) der sammen med sine mange søskende skal nå i bad inden Gud kommer og ser dem. Men Gud dukker pludselig op tidligere end forventet, og Eva (Karen-Lise Mynster) beder desperat nisserne om at skjule alle børnene, som ikke nåede at blive vasket af frygt for at Gud vil tro at hun ikke passer ordentligt på dem. Hun lyver efterfølgende overfor Gud og siger at de renvaskede børn, der står omkring hende, er hendes eneste børn, hvilket gør de uvaskede børn kede af det, og de løber væk. Josefine bliver afbrudt i sin læsning af Bertramsen og Uffe, der er blevet helt høje af malergiftene, de har stået i, og hun lægger dem i seng. Da hun vender tilbage til bogen, er der gået mange år og nisserne møder nu Lille-Pyrus, der fortæller at alle de fornægtede børn lever på lofter og får mad af folkene på gårdene, og at de alle har fået sig røde huer, og dermed er de første nisser. | "Risengrøden er fin"                                            | 23:42 min. |
| 5      | "Årmanden"                     | Bertramsen og Uffe vågner op med ondt i hovedet efter gårsdagens maleri, og bliver igen dårlige, da Josefine lægger neglelak. Kandis og Pyrus har fået startet på deres opgave, og Gyldengrød foreslår at næste sted de kan lede er i de islandske sagaer. Nisserne rejser ind i de gamle sagaer, hvor de møder en viking (Aksel Erhardsen), som bliver forvirret, da han ikke kender ordet "nisse", men derimod kalder de små væsner for "årmænd". Josefine og Bertramsen dukker ligeledes ned i de gamle sagaer, og Bertramsen forklarer at årmænd kunne forudse, hvordan det kommende års høst/vejr/liv ville blive for vikingerne. Vikingen i sagaen er dog vred på sin årmand (Kurt Bendtsen), da han har været meget dårlig til at forudsige, hvad der ville ske for vikingen, og vikingen vil nu ofre årmanden. Pyrus og Kandis skynder sig tilbage til rigsarkivet, hvor Josefine og Bertramsen sidder med sagaerne og læser højt. Pyrus og Kandis hører nu, hvad der endvidere skete for vikingen, og de rejser tilbage ind i sagaen, hvor Pyrus i al hemmelighed fortæller årmanden om fremtiden. Årmanden fortæller nu vikingen at han vil få mange fisk, hvilket viser sig at være rigtigt, og vikingen vælger at holde årmanden i live, og nisserne rejser hjem. Uffe forsøger samtidig at installere sine nye computer, men Bertramsen har gemt en vigtig del, så Uffe, til stor frustration, ikke kan starte dem. | "Nisser er til" - "Julen er noget som"**                        | 24:08 min. |
| 6      | "Elverhøj"                     | Bertramsen finder Uffe i sit glasbur, hvor han har ikke lukket et øje hele natten, da han ikke kan finde den switch han mangler til sine computere. Bertramsen lader som om han har en ekstra af disse liggende i sin skuffe, og Uffe bliver glad for at måtte få den. Efter at Uffe har vasket sig, er switchen dog pludselig væk og han giver sig til at jagte Bertramsen rundt i arkivet, da han er sikker på at Bertramsen har taget den. Det er dog Pyrus, der har taget switchen og efter at have set Uffe jagte Bertramsen, sender de switchen med katapult over i Uffes lomme, hvor han kort efter finder den. Pyrus og Kandis snakker om deres opgave og om, hvornår nisser holdt op med at have direkte kontakt med menneskene, og mere blev til overtro, og Gyldengrød foreslår at de kigger på elverne. De rejser ind i Heibergs skuespil Elverhøj fra 1828, hvor de kommer til en stor klippeformation. Nisserne bliver pludselig hevet ind i klippen, hvor de finder Elverkongen (Jesper Langberg) og en masser elverpiger, der danser. Pyrus bliver budt op til dans til stor bekymring fra Kandis og Gyldengrød, men Pyrus danser så vildt med elverne at de til sidst forsvinder. Elverkongen byder nu nisserne på nektar, og fortæller at nisserne engang boede hos elverne, men langsomt forsvandt, fordi de ikke ville bo med elverne, da disse netop kun lever i fantasien. Elverkongen beder nisserne lukke deres øjne, og da de åbner dem igen, er han, elverne og grotten pludselig væk. Bertramsen bliver pludselig interesseret i Uffes nye computere, da man let kan scanne de gamle dokumenter, men bliver af Josefine husket på deres opgave. | "Nissehop A Go Go"                                              | 25:36 min. |
| 7      | "Gårdbo"                       | Gyldengrød har lavet et bad i nisseboet til stor glæde for Kandis, så de alle tre kan blive vasket. Pyrus og Kandis fortsætter herefter med deres opgave, og de skal finde ud af, hvordan nisser levede på folks gårde efter de forlod elvernes rige. Gyldengrød foreslår at de kigger på den svenske ærkebiskop Olaus Magnus' Historien om folkene i Norden fra 1555, og Pyrus og Kandis går ud i arkivet for at finde bogen. Bertramsen og Uffe er i gang med at indsamle materiale til at kunne begynde digitaliseringen af arkivet, og Kandis bliver ved et uheld bragt med ind på Bertramsens kontor i en kasse. Bertramsen får øje på Kandis, der skræmt sidder i hjørnet af kassen, men da Uffe kort efter kigger ned i den, er hun væk, da Gyldengrød skyndte sig at trylle hende tilbage til nisseboet. Pyrus og Kandis rejser nu ind i Magnus' historie, hvor de møder gårdboen (Asger Reher). Han fortæller at menneske kender til hans eksistens, og han sørger for at dyrene på gården har det godt. Menneskene giver ham grød hver dag, og hvis ikke, så kan han finde på at drille dem, og eller hvis han bliver rigtig vred, at straffe dem ved bl.a. at lade deres høst slå fejl eller lade deres dyr dø. Netop da kommer menneskene med en skål grød til dem, men da det viser sig at grøden er blevet oversaltet, bliver gårdboen vred og siger at han vil 'lade den røde hane gale'. Kandis og Pyrus vender tilbage til nissebo og fortæller Gyldengrød om deres oplevelse, og han bliver forfærdet, da han hører, hvad gårdboen ville gøre. Han forklarer at 'lade den røde hane gale' betyder ildebrand, og de kan i bogen se at gårdboen har brændt gården ned. Bertramsen er sikker på at han er ved at blive tosset fordi han ser nisser overalt. | "Glad i bad" - "Rationalisering"                                | 25:53 min. |
| 8      | "En lang næse"                 | Pyrus og Kandis tænker begge stadig på den frygtelige straf gårdboen gav menneskene dagen før, og i et forsøg på at opmuntre dem, tager Gyldengrød igen Pyrus og Kandis med ind i Bergsøes Nissen (1889), så de kan se at nisserne med tiden blev mildere med deres drillerier og straffe. Bertramsen opdager at der ikke er noget vand i Rigsarkivet, da han vil lave sin morgenkaffe, og han mistænker Uffe for at have lukket for det. Han går en tur i arkivet, hvor han finder Nissen, der er blevet tryllet lille af nisserne, og han skynder sig ud til Josefine for at fortælle om det. I mellemtiden, inde i bogen, tryller Gyldengrød sig selv, Pyrus og Kandis store, så de kan snakke med menneskene, og bogen bliver ligeledes tryllet tilbage til sin rigtige størrelse. Josefine finder nu bogen, og Bertramsen bliver helt forvirret. Nisserne møder inde i bogen den unge Sidse (Karin Jagd), der er ved at lave grød til Nis Gårdbo (Henning Sprogøe), gårdens nisse, og hun fortæller at hendes gårdmand har bedt hende om at få jaget nissen væk fra gården, så hun vil servere risengrød med sort peber i stedet for kanel til ham. Bertramsen er helt ude af den over optrinnet med bogen, så Josefine skynder sig at give ham en kop varm kakao, og for hyggens skyld putter hun et drys kanel fra Bertramsens skab i også. Uffe får ligeledes en kop, hvor han putter meget kanel i. Bertramsen fortæller dog at det ikke er kanel han havde i den bøtte, men derimod sort peber, og Uffe får et vildt hosteanfald. Uffe indrømmer at han lukkede for vandet, og sender den skadefro Bertramsen ud for at tænde det igen. Nis Gårdbo bliver forfærdelig sur over peberet på sin grød, og mens nisserne og Sidse ligger og venter på at Nis skal komme ned fra loftet, sniger Nis sig ind på Sidse, og tryller hendes næse lang. Hun bliver forfærdelig ked af det, og for at hjælpe hende, giver Gyldengrød hende en remse, som tvinger Nis til at komme frem, og de slutter til sidst fred med hinanden. | "Jeg er mig"                                                    | 25:23 min. |
| 9      | "Drilleri"                     | Pyrus er i drillehumør og vækker Gyldengrød ved at kilde ham på næsen med en fjer. Kandis står nu for tur, og da hun kommer tilbage fra sin løbetur, forskrækker Pyrus hende, så hun taber den skål med risengrød som hun havde med til ham. Pyrus skynder sig ud i arkivet for at få mere risengrød. Bertramsen er stadig skræmt over de forunderlige ting han oplever, og han tør næsten ikke gå ud i arkivet for at se til grøden, som Josefine har stillet derud. Han går dog derud, hvor han finder noget af grøden spist, og han tager skålen med for at vise den til Josefine. Pyrus forsøger at stoppe ham ved at vælte en kost ned foran ham, og Bertramsen taber skålen udover Pyrus, så han bliver fuldstændig dækket af risengrød. Kandis og Pyrus snakker efterfølgende om hvilke drillerier man kan lave, og de går op for at udspionere på menneskene. Uffe vil gerne observere Bertramsens og Josefines normale hverdagsgang, og han tester dem i, hvor hurtigt de kan finde kartotekskort over de materialer, de skal finde. Han vil herefter teste, hvor hurtigt de kan finde materialerne ude i arkivet, og Bertramsen og Josefine bliver dybt forvirret, da de ikke kan finde nogle af tingene derude. Pludselig opdager de at alle tingene er blevet fundet og puttet på en vogn for dem, og Uffe er imponeret over, hvor hurtigt det lykkedes for dem. Josefine er overbevist om at de har fået hjælp fra nisserne, hvilket også viser sig at være rigtigt, da det var Kandis og Pyrus, der fandt alle materialerne og puttede dem på vognen for dem. Dette var Kandis' idé, men Pyrus er slet ikke imponeret over dette "drilleri", og for at vise, hvad et rigtigt drilleri er, tryller han Uffes nye mini-computer (en bærbar) lille. | "Risengrød er fin" - "Drillerigtighed" - "Nisser er til"        | 26:32 min. |
| 10     | "Højt at flyve"                | Da Uffe ringer og fortæller at han bliver forsinket, ser Bertramsen sit snit til at kigge sig omkring i Uffes kontor. Han får åbnet Uffes computer, og da han pludselig får muligheden for at slette Uffes foreløbige rapport om at nedlægge Rigsarkivet, siger han ja. Computeren tager nu et billede af Bertramsen og siger at politiet vil blive tilkaldt. Bertramsen går i panik og begynder at pakke sine ting, men Josefine får en god idé, der måske kan redde ham. Kandis og Pyrus undrer sig over menneskene aldrig lærer ikke at hoppe på nissernes drillerier, og Pyrus foreslår at hvis menneskene kunne få lov til at være en nisse bare for én dag, så kunne det være at de ville forstå. Gyldengrød kommer i tanker om den svenske Selma Lagerlöfs bog Nils Holgersens forunderlige rejse gennem Sverige (1906), som netop handler om drengen Niels, der forvandles til en nisse. Nisserne rejser ind i bogen, hvor de møder Niels, der fanger Pyrus under sin fars tophat. Gyldengrød tryller nu Niels lille, og de går sammen hen til Morten Gås, der tog Niels med ud på en flyvetur til Lapland den første gang Niels blev tryllet lille. Pyrus var meget gerne ud og prøve at flyve på en gås, så han og Niels flyver afsted. Undervejs er Pyrus dog ved at falde ned, men han får fat i Mortens fod, inden han til sidst falder ned i en høstak. Han er heldigvis uskadt, og nisserne tager hjem til arkivet. Uffe har opdaget at nogen har pillet ved hans computer, og han får Josefine og Bertramsen med ind på hans kontor, så de sammen kan afsløre, hvem forbryderen er. Frem på computeren dukker et billede af Uffe op, (Josefine og Bertramsen fik computeren til at tage endnu et billede, som denne gang var af Uffes eget selvportræt fra hans kontor), og han bliver meget forvirret og flov. | "Hjem kære hjem"                                                | 26:21 min. |
| 11     | "Legen går til nøddebo"        | Pyrus leger flyvemaskine oppe i sin seng, og bliver forbløffet, da Kandis spørger, om hun må være med. Bertramsen er ligeledes i legehumør, men bliver i sin leg med tinsoldater afbrudt af Uffe. Nisserne snakker efterfølgende om, hvordan mennesker blot skulle prøve at være nisser og Gyldengrød påstår at alle mennesker er født med lidt nisse i blodet, men at det forsvinder, når de bliver voksne. Han foreslår at de kigger nærmere på teaterstykket Nøddebo Præstegaard (1888), hvor den unge Nicolai på mange måder minder om en nisse. Josefine er også kommet i tanker om stykket, og bliver forbløffet, da denne bog ligesom de øvrige, heller ikke står, hvor den skal. På regensen (kollegiet) i Nøddebo møder nisserne den unge Nicolai, der ikke blot ligner Pyrus på en prik, men også opfører sig som ham, og Pyrus bliver let fornærmet over at Nicolai smigrer Kandis. Uffe kan ikke undgå at bemærke Josefines frustration over ikke at kunne finde bogen, og han viser sig at have godt bekendtskab med historien, så sammen med Josefine og Bertramsen fremfører de stykket. Nisserne tager nu til præstegården i Nøddebo, hvor de møder frøken Andrea Margrethe, der ligner Kandis til forveksling, og Nicolai og nisserne må snart gemme sig under bordet i rummet for pastoren. Nisserne, Nicolai og Andrea Margrethe sidder efterfølgende og hygger, mens Bertramsen, Josefine og Uffe gør det samme. | "Når man er lille"**                                            | 25:26 min  |
| 12     | "Ekstra post"                  | Det er Josefines sidste arbejdsdag på Rigsarkivet, og hende og Bertramsen prøver begge at overraske den anden med balloner, flag og kage. Uffe kommer også med en buket blomster til hende. Efter besøget på Nøddebo Præstegård dagen før, snakker Kandis og Pyrus om, hvornår nisserne begyndte at bo andre steder end på landet. Gyldengrød foreslå dem at kigge nærmere på Jul. Chr. Gersons sang "En lille nisse rejste". Gyldengrød lægger mærke til at Pyrus og Kandis ser ud til at kunne lide hinanden, selvom Pyrus afviser. Nisserne finder sangbogen De små synger og rejser ind i sangen. Nisserne havner først ved stormogulen (Michael Friis) i Indien, hvor kejseren underholder nisserne med et fakir-optræden, da stormogulen ser fakiren som den største mand i verden. Nisserne er imponeret, men da Pyrus forsøger at imponere kejseren ved at trylle hans bog lille, bliver han forfærdelig vred, og med hjælp fra Kandis får Gyldengrød tryllet dem alle tre videre i sangen. De havner nu i Amerika, hvor alt er større, også "kæmpekålen", hvor de møder den unge cowboy Billy the Kid (Marcus Aalund), der udfordrer Pyrus til en duel. I stedet for en pistolduel, udfordrer Pyrus The Kid til en kugleduel som Pyrus vinder, og de rejser videre. Nisserne leder stadig efter den største mand, og da de kommer ned til vandet, opdager Pyrus sit spejlbillede i vandet og de indser at de har fundet den største mand. Josefine modtager hen på dagen et brev fra postbuddet, hvori der står at hendes afskedigelse er blevet sat på pause, da det er blevet indberettet at nedskæringen af personalet på Rigsarkivet ikke er nødvendigt. Det viser sig at være Uffe, der har bedt om at Josefine ikke skal afskediges. | "Cool jul"** - "Kan du mon li' mig"                             | 26:02 min. |
| 13     | "Grød og ånd"                  | Pyrus og Kandis leger skydeduel, selvom Kandis har lidt svært ved at lade som om at de bare leger. Over morgenmaden snakker nisserne om at nisserne efter sangen "En lille nisse rejste" begyndte at flytte ind til byerne, og Gyldengrød foreslår Pyrus og Kandis at kigge nærmere på H.C. Andersens eventyr Nissen hos Spekhøkeren fra 1852. Josefine har købt to engelske bøffer, og vil gerne invitere Uffe på middag som tak for udskydelsen af hendes fyring, men han forstår ikke hendes hints, så hun opgiver og spørger i stedet Bertramsen. Pyrus og Kandis bliver forvirrede, da Gyldengrød ikke vil med dem ind i eventyret, men de forstår pludselig, da nissen, inde i eventyret, viser sig at være Gyldengrød som ung studerende. Gyldengrød boede som ung hos spækhøkeren, mens han læste til arkivnisse, og han viser dem spækhøkeren, som sidder og læser i sin digtsamling. Kandis og Pyrus bliver helt benovet over det smukke Poesiens træ, der udfolder sig over spækhøkeren, mens han læser i bogen. Bertramsen, der ligeledes sidder og følger med i historien bliver også helt opslugt. Netop som Josefine skal til at gå hjem, fortæller Uffe at han har købt to flasker vin, som han tænkte de to kunne dele over de to bøffer. Josefine bliver meget glad, og må desværre skuffe Bertramsen, der ikke kan komme til middag. Den unge Gyldengrød er meget interesseret i Pyrus' trylleremser (som Pyrus jo selv har lært af Gyldengrød senere) og Pyrus fortæller ham remsen til, hvordan man tryller en bog lille og remsen til at rejse ind og ud af bøgerne. | "Glad i bad" - "Nisser er til"                                  | 26:25 min. |
| 14     | "Vi glæder os i denne tid"     | Uffe møder glad ind på arbejde efter at have haft en hyggelig middag med Josefine aftenen før. Bertramsen bryder sig slet ikke om dette, så han bilder Uffe ind at hun bare er ude på at redde arkivet og egentlig slet ikke kan lide ham. Uffe bliver meget skuffet, og han afviser Josefines tilnærmelser, hvilket gør hende forvirret og ked af det. Kandis får overtalt Pyrus til at komme med på sin morgenløbetur rundt i arkivet, og selvom de ikke tør sige det, så er det tydeligt at de godt kan lide hinanden. Nisserne snakker bagefter om manglen på nissekoner og nissepiger i historierne, og om, hvornår nisserne flyttede fra landet og ind til højere herskaber i byerne. Gyldengrød foreslår at de kigger nærmere på Johan Krohns Peters Jul fra 1866. De går ud i arkivet, hvor der findes et dukketeater af historien, og Gyldengrød fremfører den. Josefine får til sidst nok af Uffes mærkværdige opførsel, og efter at have konfronteret Uffe indser hun at det var Bertramsen, der såede tvivl om hendes intentioner. Hun skælder ham ud, og da Uffe indser, at Josefines følelser var oprigtige, giver han hende bogen Peters Jul som gave. Nisserne rejser nu ind i historien, hvor de på juletræet i stuen ser en figur af nisse, og finder en gådebog. Kandis og Pyrus læser nogle af gåderne op, og finder ud af både nissekoner og nissemænd findes. Bertramsen kommer i tanker om dukketeateret i arkivet, og tager Josefine og Uffe med derud, og de ser nu to figurer (af Kandis og Pyrus) derinde. Josefine og Uffe skal skynde sig videre i biografen, og da Bertramsen vender tilbage til dukkespillet er Kandis og Pyrus væk. | "Kan du mon li' mig"                                            | 26:20 min. |
| 15     | "En hidsigprop"                | Uffe ser at Bertramsen har barikeret døren ud til arkivet af frygt for nisserne, og Bertramsen får Uffe til at gå ud i arkivet for at se om nisserne i dukketeatret virkelig er væk. Pyrus er ude for at finde ris til morgenmaden, og han overhører Uffe og Bertramsen snakke, så han skynder sig at finde Kandis, som er ude på sin løbetur. Bertramsen bliver meget forvirret, da Uffe fortæller, at han godt kan se nisserne, som nu igen står inde i dukketeatret, og Uffe bliver bekymret for Bertramsens sindstilstand. Nisserne snakker nu om at nisser normalt er overbærende og venlige mod menneskene, med undtagelse af nissen fra sangen "På loftet sidder nissen med sin julegrød" af Margrethe Munthe fra 1911, som bekendt er en hidsigprop. Josefine har ligeledes fundet sangbogen De små synger, og hende og Bertramsen beslutter sig for at undersøge Munthes loft, hvor nissen fra sangen boede. Da Josefine vil vise bogen til Uffe, er den dog pludselig væk. Pyrus og Kandis rejser ind i sangen og ankommer til et utæt, beskidt og kummerligt loft, hvor de ser en ganske munter nisse, Kobold, (Christoffer Bro) sidde og spise grød. Kort efter kommer nissens kone (Vigga Bro), som er meget vred på Kobold over at han ikke laver andet end at spise risengrød. Konen er meget hidsig, men da Pyrus lyver og fortæller at han og Kandis er håndværkere, som er kommet for at hjælpe dem med at sætte deres loft i stand bliver hun i bedre humør. Josefine og Bertramsen får hjælp af Uffe til at finde frem til Munthes loft via internettet, og Uffe bliver irriteret, da han finder ud af årsagen til hans søgen efter loftet. Gyldengrød er nu ankommet til loftet, hvor han med hjælp af sin trylleremse forvandler loftet og udbedre skaderne. Uffe ser samtidigt på billederne af loftet og ser forundret forandringen. Nissekonen bliver nu i meget bedre humør og alle nisserne spiser grød sammen. | "Drillerigtighed" - "Hygge"**                                   | 24:10 min  |
| 16     | "Billetmærke"                  | Kandis bliver igen irriteret på Pyrus over hans fjollede og tumpede måde at hende komplimenter på, og hun bekender til sidst at hun rigtig godt kan lide ham. Pyrus bliver helt overrasket, men indrømmer så at han virkelig også godt kan lide hende. Hos Bertramsen og Uffe dukker en dame, Gerda Jensen, (Birthe Neumann) pludselig op fordi hun havde set "annoncen" i avisen. De tror dog begge at det er den rengøringshjælp som Bertramsen har efterspurgt fra ministeriet flere gange, så han tager hende med ud i arkivet. Josefine kommer og da Uffe fortæller om damen, forklarer Josefine at hun i al hemmelighed havde indrykket en annonce for Bertramsen om at han søgte en sød veninde. Ude i arkivet lægger Gerda Jensen rigtig meget an på Bertramsen, hvilket gør ham meget forvirret, og hun ender med at jagte ham rundt i arkivet indtil Josefine kommer ham til undsætning. Gyldengrød bliver helt chokeret af optrinnet, og bliver endnu mere overrasket, da han finder Pyrus og Kandis, der sidder og kigger forelskede på hinanden i nisseboet. Pyrus og Kandis undrer sig over at Gyldengrød ikke har en kæreste, og de får en god idé, da de overhører Josefine og Bertramsen forsøge at trøste Gerda, der er flov over sin opførsel overfor Bertramsen. Da Gerda går ud i arkivet igen, tryller Pyrus og Kandis hende lille og sender hende ned til Gyldengrød i nissebo. Gyldengrød bliver meget vred, og beordrer dem til at sende hende tilbage til menneskene, så de tryller hende stor igen, og Josefine og Bertramsen finder hende sovende ude i arkivet. De får hende sendt hjem, men netop som Josefine er gået, dukker en ny frisk og udenlandsk kvinde op, der gerne vil snakke med Bertramsen. | "Sig ikke mere"- "Nisse hop a go go" -                          | 26:20 min. |
| 17     | "Krig og fred"                 | Josefine og Uffe finder kontoret raseret og en skræmt Bertramsen, der har gemt sig ude i arkivet af frygt for den kvinde, der mødte op efter Josefine var taget hjem dagen før. Kort efter banker det på døren, og da kvinden ved døren nævner annoncen i avisen flygter Bertramsen skræmt. Josefine og Uffe finder dog ud af at kvinden, Hanne Olesen (Lillian Tillegreen), mener annoncen om nissen fra Nürnberg og at hun har sådan en med. Gyldengrød fortæller også Kandis og Pyrus om legenden om nissen fra Nürnberg, som startede, da en nisse forvandlede sig til en statue, hver gang der var fare på færde. Hans forvandling til stenstøtte stoppede ham dog ikke i at tale, og han blev snart kendt som den talende statue fra Nürnberg, og kopier af ham blev lavet. Josefine og Bertramsen låner nissestatuen fra kvinden, og de forsøger ihærdigt at få ham til at tale uden held. Gyldengrød finder Ebbe Kløvedal Reichs bog Nissen fra Nürnberg (1982), der beskriver legenden og de rejser ind i den historie, der foregår i København i 1944 under 2. verdenskrig. Nisserne ankommer til et beskyttelsesrum under jorden, og pludselig lyder en luftalarm som advarsel for et bombeangreb. Familien i huset søger dækning i rummet, og mens nisserne skynder sig at gemme sig, løber Pyrus den forkerte vej og gemmer sig tæt på familien. Mens Pyrus prøver at snige sig over til Kandis og Gyldengrød får den lille pige, Hanne, øje på ham, og Pyrus stivner. Pigen samler ham op og mens de andre ikke ser det, hvisker Pyrus til hende at hun ikke skal være bange. Gyldengrød får dem hurtigt tryllet tilbage til arkivet, hvor Bertramsen har siddet og fortalt Josefine og Uffe om hans oplevelser som barn under krigen. Josefine stiller nu nissestatuen fra sig, og mens Uffe for sjov prøver at snakke til den, svarer den lige pludselig. Det var dog bare Pyrus, der drillede ham. Uffe skynder sig at gå, og snart kommer kvinden tilbage for at hente sin nisse. Pyrus når ikke at gemme sig for hende, og han stivner igen, og kvinden, der viser sig at være pigen fra historien, kan godt huske ham. Pyrus når at snige sig væk inden Bertramsen, Josefine og Uffe ser ham, og han får skæld af Kandis og Gyldengrød i nissebo. | "Jeg er mig" - "Nisser er til"                                  | 24:26 min  |
| 18     | "Julebal"                      | Uffe får en invitation til julebal, og inviterer Josefine med, og Josefine får en idé til at finde frem til filmen Far til fire i byen fra 1956, hvor Lille Per tager til julebal. Uffe protesterer dog over at Josefine vil se filmen i arbejdstiden, men får ham overtalt til at gøre det alligevel, så hun kan tage med ham til julebal. Pyrus og Kandis skriver løs på deres opgave, og kommer til at snakke om at netop børn altid tror på nisser uanset om det er i bøger, sange eller film, og han bliver meget glad, da han finder ud af at menneskene skal se film. Gyldengrød får tryllet Pyrus og Kandis ind i filmen, og de leger i sneen sammen med børnene i filmen, hvilket forvirrer Josefine, da hun ikke husker at nisser var med i den scene. Pyrus og Kandis vækker efterfølgende Lille Per fra sin søvn, og følger med ham til julebal i nisseland, hvor de hygger sig og danser. Filmen knækker, så de må afbryde visningen, og Josefine og Uffe tager hjem for at gøre klar til julebal, mens Bertramsen forsøger at ordne filmen. Med lidt tryllehjælp fra Gyldengrød får Bertramsen limet filmen og ser videre. Pludselig kommer Josefine ind på kontoret, helt stadset op og i en flot kjole, men ulykkelig og grædende, da Uffe ikke kom og hentede hende som de havde planlagt. Bertramsen får hende trøstet, da hun husker at Uffe faktisk ville hente hende på kontoret, og hun bliver glad, da han banker på døren og endelig tager hende med til julebal. Pyrus leger filmstjerne med Kandis. | "Sig ikke mere"                                                 | 25:20 min. |
| 19     | "Skepticon"                    | Gyldengrød har glædeligt fundet to vigtige bøger, som kan bruges til Pyrus og Kandis' opgave: Nisser i fortid og nutid - en videnskabelig afhandling i to bind skrevet af professor K. Vissenstrup, og Kandis kan ikke vente med at komme i gang med at læse dem. Josefine og Uffe kommer glade hjem fra julebal, hvor de har danset hele natten, og de vækker Bertramsen. Under morgenkaffen fortæller Uffe dog at hans rapport om omstruktureringen af Rigsarkivet snart er færdig og han fortæller at Rigsarkivet vil blive nedlagt straks efter nytår til stor forfærdelse for Bertramsen og Josefine. Gyldengrød og Kandis overhører Uffes nyhed og de skynder sig tilbage til Pyrus i nissebo. Pyrus sidder og lader som om at han læser i K. Vissentrups bog, men i virkeligheden sidder han og læser i sin Nisseman-tegneserie. I et forsøg på at tænke på noget andet end den forfærdelig nyhed, sender Gyldengrød Kandis og Pyrus ind i Vissenstrups bog, men de bliver begge meget forvirret, da de ender i ukendt futuristisk univers. Pyrus kommer nu i tanker om at hans tegneserie lå inde i bogen, og at de er derfor er endt inde i Nisseman-universet. Bertramsen og Josefine er ligeledes nedtrykte over nyheden, og Bertramsen finder tilfældigvis nogle eksemplarer af Nissemand-tegneserien, som han konfiskerede fra en tidligere praktikant og han og Josefine giver sig til at læse dem. Pyrus og Kandis viser sig at være endt på den onde Skepticons rumskib, der har kurs mod Julinus, en planet befolket af nisser, som han vil destruere med sin gammastråle. Skepticon (Jørn Gottlieb) tager Pyrus og Kandis til fange, da han finder ud af at de er nisser, og netop som han skal til at trykke på knappen til dødsasteroiden, der skal affyre gammastrålen, dukker Nisseman op og truer Skepticon til at forsvinde. Skepticon trykker dog på knappen inden han forsvinder. Nisseman viser sig at være Gyldengrød i forklædning, som skyndte sig til undsætning, da han opdagede at Pyrus og Kandis var endt inde i tegneserien. Pyrus får en idé til at stoppe gammastrålen, og med hjælp fra en laser-granat og en intergalatisk neutronjager får han skudt dødsasteroiden ned inden den affyrer gammastrålen. Uffes computer modtager pludselig et signal inde fra Pyrus' fly og sammen med Bertramsen og Josefine ser de spændte med til at Pyrus skyder dødsasteroiden ned og dermed redder Julinus.        | "Gå glad i bad" - "Hjem kære hjem"                              | 27:21 min  |
| 20     | "Tyrkfejl"                     | Gyldengrød og Kandis er dybt bekymrede for Pyrus, der efter gårsdagens intergalaktiske kamp, stadig ikke er vågnet op. Han har dog bare sovet rævesøvn, og vågner op helt frisk og sulten efter risengrød. Uffe er stadig helt forvirret over, hvor det mærkværdige signal om nissen i en flyvemaskine kom fra dagen før, og da Bertramsen foreslår at det er nissernes værk, undrer Uffe sig over, hvorfor nisserne ikke bare viser sig for menneskene, hvis de virkelig findes. Gyldengrød forklarer til Pyrus og Kandis at til trods for at menneskene i begyndelsen troede på nisser, så i takt med at menneskene flyttede ind til de større byer, så holdt flere op med at tro på dem, og til sidst besluttede det store nisseråd at nisserne fremover skulle leve i al hemmelighed fra menneskene. Pyrus og Kandis' opgave er næsten færdig, men da Gyldengrød skal læse korrektur på den, opdager han at den er overfyldt med stavefejl, hvilket gør Kandis meget forvirret. Gyldengrød undrer sig også over Pyrus' efternavn som er Purlegris, og Pyrus forklarer at hans forældre, der er sætternisser, kom til at skrive deres efternavn, Perlegrus, forkert på Pyrus' navneattest, så nu hedder han Purlegris. Pludselig dukker Pyrus' far, Valse (Lars Knutzon), op, hvilket forklarer, hvorfor der pludselig er stavefejl i alle deres bøger og papirer, da det er den effekt han har på sådanne ting. Gyldengrød sendte besked efter Pyrus' forældre efter hans rumtur dagen før. Uffe beder Bertramsen om at læse korrektur på sin rapport om nedlæggelse af arkivet, og selvom Bertramsen modvilligt gør det, så bliver han glad, da han opdager at rapporten er fyldt med stave- og trykfejl. De bliver dog begge forvirret, da Bertramsen gentagne gange forsøger at skrive sit eget navn på et papir, men et øjeblik efter, står der noget helt forkert. Gyldengrød, Kandis og Pyrus snakker med Valse om deres problem med at Bertramsen og Josefine ikke kan bevise at nisser eksisterer, og da det er i mod nisseloven for en nisse at vise sig for et menneske, foreslår Valse at nisserne kan vise menneskene andre ting, der er bevis på de eksisterer. Da Valse tager hjem, kommer der igen orden i alle bøger og papirer til stor forvirring for Uffe og Bertramsen, og Pyrus beslutter sig for at drille Uffe, så han tryller en bog lille foran ham, hvilket gør Uffe endnu mere forvirret og han skynder sig hjem. | "Risengrød"                                                     | 24:57 min. |
| 21     | "Nissespor"                    | Gyldengrød og Kandis vækkes af høj larm, da Pyrus er spændt på at komme i gang med at drille Uffe, så de kan bevise, at de eksisterer. Uffe vil vise Bertramsen og Josefine den bog, der blev tryllet lille, men den er nu tilbage i normal størrelse til stor forvirring for ham. Bertramsen og Josefine forsøger at berolige ham ved give ham et krus mælk, men da Uffe drikker det, er det pludselig blevet til cola. Josefine smager det igen, og konstaterer at det altså er mælk, og da Uffe igen drikker det, er det blevet til appelsinjuice. Uffe lader som ingen ting til stor frustration hos Pyrus og Kandis. De prøver nu at trylle Uffes bog lille igen, og bagefter stor igen, men han lader igen som ingenting, og de indser at de må spørge Gyldengrød til råds. Bertramsen og Josefine vil forsøge at udnytte Uffes mærkelige sindstilstand til at udlægge spor efter nisser, og mens Bertramsen distraherer ham, laver Josefine falske fodspor efter nisser på et af Uffes papirer. Gyldengrød foreslår samtidig at nisserne skal prøve at trylle nogle af Uffes udskrevne papirer helt blanke, men både nisserne og Josefines plan går dermed i vasken, da de falske fodspor forsvinder og Uffe derfor ikke undrer sig over at papiret er blankt. Josefine og Bertramsen brainstormer nye idéer ude i arkivet, hvilket Uffe overhører, og han bliver derfor heller ikke overrasket, da der er nye fodspor på hans papirer, som Pyrus har sat. Nisserne ved ikke, hvad de nu skal gøre for at overbevise menneskene og især Uffe om deres eksistens. | "Drillerigtighed" "Jeg er mig"                                  | 24:52 min. |
| 22     | "Et gok i nødden"              | Nisserne er bekymrede over at Rigsarkivet og deres hjem snart forsvinder, og Pyrus insisterer derfor på at de må tale med Uffe, selvom det er imod nisseloven. Uffe er stadig mistænksom omkring Bertramsen og Josefine efter gårsdagens drillerier, og han sniger sig derfor efter dem, da de to går ud i arkivet. Josefine kommer til at skubbe en kasse ned i hovedet på Uffe, hvilket gør at han pludselig opfører sig som en 5-årig. Mens Josefine og Bertramsen diskuterer, hvad de skal gøre med ham, går Pyrus og Kandis skubbet en ny kasse ned i hovedet på Uffe, og han vågner kort efter op i nissebo. Uffe tror først at det er en spøg, men han indser snart at Pyrus, Kandis og Gyldengrød er rigtige nisser. De fortæller ham om hele situationen og Uffe forstår at han må forsøge at hjælpe nisserne og arkivet. Josefine og Bertramsen er bekymret for Uffe, da de ikke kan finde ham, og de planlægger at slå ham i hovedet igen i håb om at det vil gøre ham normal. Uffe vender nu tilbage til Josefine og Bertramsen, og Bertramsen når at slå ham i hovedet med et bat, før de opdager at han er blevet normal igen. Uffe opfører sig nu igen som et barn, og Josefine og Bertramsen diskuterer, hvad de skal gøre. Uffe sniger sig uset ud i arkivet igen, hvor Pyrus og Kandis får skubbet en kasse ned i hovedet på ham, og han bliver normal igen, men kan intet huske om hans besøg i nissebo. Josefine og Bertramsen følger efter ham, og Pyrus kommer til at skubbe en kasse ned i hovedet på Bertramsen, som nu også bliver helt forvirret og opfører sig som et barn. Josefine putter Bertramsen i seng. | "Julen er noget som"** - "I gamle dage"**                       | 26:23 min. |
| 23     | "Et lille skridt for en nisse" | Josefine og Uffe er bekymret for om Bertramsen er blevet normal igen, men han viser sig at være tilbage til sit normale jeg. Gyldengrød og Kandis er bekymret for Rigsarkivet og at de skal flytte, så Pyrus muntrer dem op ved at skaffe et juletræ til nisseboet. Det viser sig at han har stjålet toppen af Uffes juletræ, som han havde taget med til Josefine og Bertramsen. Kandis og Pyrus bekender til hinanden at de elsker hinanden, og Kandis får en sidste idé til at få menneskene til at tro på at nisserne findes. Hun klæder sig efterfølgende ud som alf og sniger sig ind på Andersens kontor. Hun forsøger at få Uffes opmærksomhed, men han er optaget af at klæde sig ud som julemand, mens Bertramsen og Josefine er ude i arkivet. Han skynder sig dog at tage det af, da de kommer tilbage og han får smidt sin jakke oven på Kandis og får puttet hende og jakken ind i hans låste skab. Pyrus og Gyldengrød skynder sig til undsætning, og får først lokket Josefine, så Bertramsen og så Uffe ud i arkivet, mens de forsøger at redde Kandis. Kandis tabte Gyldengrøds tryllebog på bordet, og eftersom Uffe tog den med i arkivet for at vise til Bertramsen og Josefine, ser Pyrus og Gyldengrød ikke anden mulighed end at bryde nisseloven for at redde Kandis. Da Bertramsen, Josefine og Uffe vender tilbage til kontoret, er der sat stole frem til dem med navneskilte på, og de sætter sig. Pyrus og Gyldengrød træder efterfølgende frem foran dem til Bertramsen, Josefine og Uffes store forundring. | "Cool jul"** - "Vi glæder os"                                   | 23:05 min. |
| 24     | "Hvad er en nisse?"            | Uffe pakker sin julegave op fra Josefine, og han spørger hende bagefter om hun vil giftes med ham, hvilket hun siger ja til. Bertramsen, Josefine og Uffe mødes derefter med Pyrus ude i arkivet, hvor han tryller dem små og tager dem med ned i nissebo. De er alle meget forundrede over nissernes hjem, og Uffe indser at han har været der før, men bare glemte det, da han fik en kasse i hovedet bagefter. Menneskene og nisserne sidder og hygger og spiser risengrød, og de håber alle sammen at Uffe nu har indset værdien af Rigsarkivet og at han derfor ikke kan sende sin rapport om nedlæggelse af det til ministeriet. Det viser sig at han dog allerede har sendt den, men Kandis og Pyrus får den idé at de må forsøge at hente den tilbage igen gennem computeren. Josefine, Uffe, Kandis og Pyrus får hacket sig ind i Indenrigsminsteriet database og får slettet rapporten. Bertramsen og Gyldengrød snakker om historiske anliggender, og Bertramsen fortæller at sin og Josefines videnskabelig om nisser, som han gerne vil fremvise til ministeriet. Kandis og Pyrus' opgave er næsten færdig, da de mangler at skrive om fremtiden for nisser, og Gyldengrød fortæller at der findes en trylleformular, som en nisse kan bruge én gang i sit liv, for at vise en mulig fremtid. Nisserne beslutter sig for at prøve den, men fremtiden ser meget dyster ud. Gyldengrød er borte, og Pyrus og Kandis er blevet gamle og trætte, og fordi menneskene (efter udgivelsen af Bertramsens rapport) nu kender til nissers eksistens, er deres hjem blevet en turistattraktion for mennesker. Gyldengrød, Kandis og Pyrus skynder sig op til Bertramsen og Josefine, og fortæller at Bertramsen ikke må sende sin rapport, da nisser er nødt til at leve skjult for menneskene for julens og deres eget bedste. Bertramsen fortæller at han dog allerede har givet sin afhandling til postbuddet, men Pyrus og Kandis skynder sig op på taget af Rigsarkivet og får tryllet postbuddet derop, hvor han giver dem afhandlingen tilbage. Nisserne og menneskene hygger igen i nissebo, hvor Josefine hjælper Pyrus og Kandis med at færdiggøre deres opgave. | "Hygge"** - "Nisser er til"                                     |            |